# ドウエス
ドウエス、ドゥーエ（フランス語: Doues）は、イタリア共和国ヴァッレ・ダオスタ州にある、人口約500人の基礎自治体（コムーネ）。

## 地理

### 位置・広がり

#### 隣接コムーネ
隣接するコムーネは以下の通り。
- アレアン
- エトルーブル
- ジニョー
- オロモン
- ロワザン
- ヴァルペリーヌ

## 行政

### 分離集落
ドウエスには、以下の分離集落（フラツィオーネ）がある。
- Aillan, Bovier, Champ-Mort, Champsavinal, Chanet, Châtellair, Chez-Croux, Condemine, Coudrey, Coudrey Dessus, Crêtes, Dialley, Haut-Prabas, Javiod, La Bioulaz, La Cerise, La Chenal, La Cleyvaz, La Coud, La Crétaz, La Perrouaz, Lusey, Meylan, Orbaney, Planavilla, Plan d'Aillan, Plataz, Ploutre, Posseil, Prabas, Torrent